# François de Vendôme
Pour les articles homonymes, voir François de Vendôme (homonymie).
François de Bourbon-Vendôme, 2e duc de Beaufort, dit « le Roi des Halles » (1665), né le 16 janvier 1616 au château de Coucy et mort le 25 juin 1669 lors du siège de Candie, est un gentilhomme et militaire français du XVIIe siècle.

## Biographie

### Origines et famille
François de Bourbon-Vendôme, fils de César de Bourbon-Vendôme et de Françoise de Lorraine, est un petit-fils du roi Henri IV, issu d'un rameau légitimé. Il est ainsi le cousin germain du roi Louis XIV.
Il reste célibataire et meurt sans postérité.

### Carrière militaire

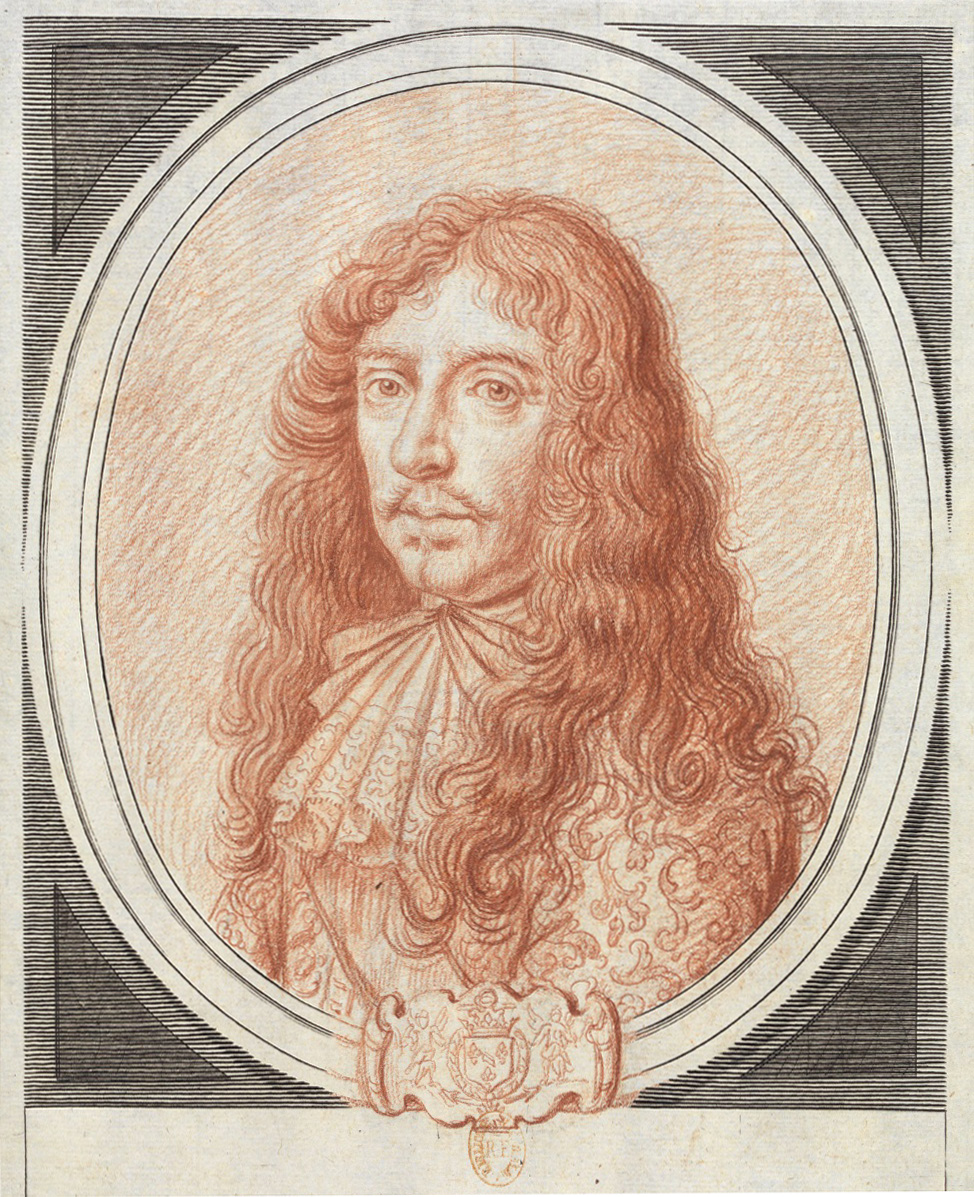
François de Bourbon-Vendôme, duc de Beaufort.
Paris, BnF, département des estampes, XVIIe siècle.

Il entre très jeune dans l'armée puisqu'il participe à l'expédition de Savoie dès 1628, alors qu'il n'était âgé que de douze ans. Il se distingue plus tard lors des sièges de Corbie (1636), d'Hesdin (1639) et d'Arras (1640).
Suivant l'exemple de son père, il conspire contre le cardinal de Richelieu et doit s'exiler un temps en Angleterre.
À la mort du cardinal en 1642, il s'oppose au successeur de ce dernier, Jules Mazarin. Dès 1643, il est ainsi le chef d'une des principales actions contre lui, la « cabale des Importants ». Anne d'Autriche le fera arrêter et incarcérer au château de Vincennes, dont il s'évade en 1648. Il se réfugie d'abord au château de Chenonceau puis dans le Vendômois, au château de Vendôme.
Il joue un rôle important en 1649 lors du siège de Paris au cours duquel il est l'un des chefs des frondeurs. Les Parisiens le surnomment alors le « Roi des Halles »,.
En juillet 1652, ayant un désaccord avec son jeune beau-frère le duc Charles-Amédée de Savoie-Nemours, il se bat en duel au marché aux chevaux et le tue.
S'étant soumis, il se réconcilie avec la couronne en 1653, et est alors chargé de plusieurs expéditions importantes. Nommé à la charge de grand maître, chef et surintendant général de la navigation, il commande en 1662 la flotte française et affronte les Turcs en Méditerranée. Il est écrasé à Jijel par les Barbaresques lors de l'expédition de Djidjelli. En 1665, il bat au large de Cherchell par deux fois les Algériens sur mer. 

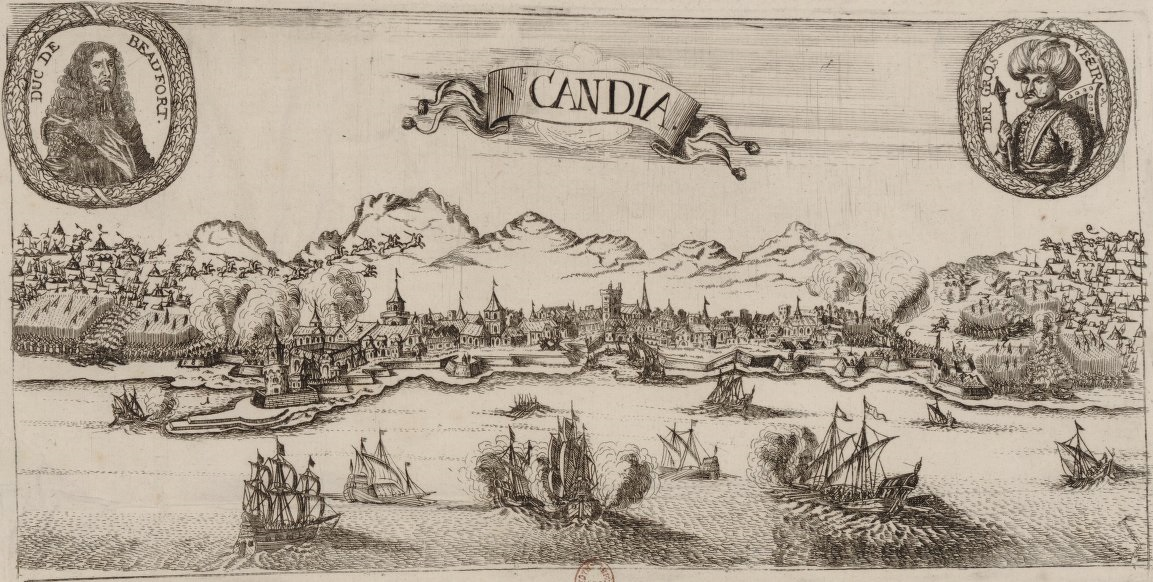
Vue du siège de Candie en 1669, lors de l'intervention de l'escadre du duc de Beaufort.

En 1669, il conduit une importante expédition de secours aux Vénitiens contre les Turcs, et dirige les troupes françaises défendant Candie, en Crète, contre les troupes ottomanes. Il est tué durant un assaut le 25 juin 1669. Son corps n'étant pas découvert sur le champ de bataille, cette disparition donne lieu aux XVIIe et XVIIIe siècles à un certain nombre de légendes, Beaufort étant réputé prisonnier du sultan Mehmed IV ou identifié à l'homme au masque de fer,.

## Réputation
Il est généralement décrit comme un courtisan dénué de réelles capacités militaires.
Il alliait « un courage et une témérité extraordinaires » à « la plus grande sottise ». « Facilité brillante pour le galimatias, éloquence grotesque, un torrent de non-sens. Il ne lui manquait rien pour charmer une sotte. »

## Fiction
François de Vendôme apparaît dans Vingt Ans après d’Alexandre Dumas ainsi que sa suite, Le Vicomte de Bragelonne. Il est également un des héros principaux du roman en trois tomes de Juliette Benzoni, Secret d’État. Il est incarné par Georges Descrières dans un épisode de la série télévisée, Les Évasions célèbres.
C'est un personnage essentiel d’une trilogie d’Hubert Monteilhet comprenant De Plume et d’épée, Les Cavaliers de Belle-Île et Au Royaume des Ombres.
Dans la comédie musicale Le Roi Soleil, le personnage est joué par le chanteur français Merwan Rim.

## Sources et bibliographie
- Lucien Bély (dir.), Dictionnaire Louis XIV, Paris, éditions Robert Laffont, coll. « Bouquins », 2015, 1405 p. (ISBN 978-2-221-12482-6)
- Michel Vergé-Franceschi (dir.), Dictionnaire d'Histoire maritime, éditions Robert Laffont, coll. « Bouquins », 2002
- Jean Meyer et Martine Acerra, Histoire de la marine française : des origines à nos jours, Rennes, Ouest-France, 1994, 427 p. [détail de l’édition] (ISBN 2-7373-1129-2, BNF 35734655)
- Étienne Taillemite (nouvelle édition revue et augmentée), Dictionnaire des marins français, Paris, éditions Tallandier, 2002, 573 p. (ISBN 2-84734-008-4)